# Репецька Леся Станіславівна
Ле́ся Станісла́вівна Репе́цька (Леся Тельнюк; нар.26 лютого 1964, Київ) — українська співачка, композиторка, учасниця дуету «Сестри Тельнюк», народна артистка України (2019).

## Загальні відомості
Народилася 26 лютого 1964 року в Києві в родині письменника Станіслава Тельнюка і редактора-перекладача Неллі Копилової. Навчалася в київській школі № 58.
Закінчила Київський інститут культури, факультет оркестрового диригування.
Разом з сестрою Галею виступає у відомому дуеті «Сестри Тельнюк», який сформувався 1986 року.
Пише музику на вірші батька — Станіслава Тельнюка, сестри Галини, класиків української поезії Володимира Сосюри, Василя Симоненка, Лесі Українки, Ліни Костенко та ін.
Дипломант Всеукраїнського фестивалю «Червона рута» (1989, м. Чернівці; 1991, м. Запоріжжя).
Чоловік, Олег Репецький, музикант і власник фірми з продажу музичних інструментів та звукотехніки «Комора».
Має сина Остапа.

## Визнання
- 2009 — заслужена артистка України[3]
- 2019 — народна артистка України[1]